# Хусейн Резазаде
Хусейн Резазаде (перс. حسين رضازاده, нар. 12 травня 1978) — видатний іранський важкоатлет, дворазовий олімпійський чемпіон (2000 та 2004 роки), чотириразовий чемпіон світу, триразовий чемпіон Азії, дворазовий чемпіон Азійських ігор, світовий рекордсмен.

## Біографія
Перший успіх до спортсмена прийшов у 1998 році. Йому вдалося виграти бронзову медаль на Азійських іграх. Наступного року Разазаде став чемпіоном Азії, а на чемпіонаті світу встановив новий рекорд світу у ривку (206 кг), ставши бронзовим призером змагань.
На Олімпійських іграх 2000 року в Сіднеї Резазаде не був серед фаворитів на перемогу, але феноменальний виступ приніс йому золоту медаль. На шляху до неї спортсмен встановив новий рекорд світу в ривку та сумі. Найближчий переслідувач, Ронні Веллер відстав від нього на 5 кг.
У 2002 році Хусейн вперше став чемпіоном світу, а також переміг на Азійських іграх. Він був серед шістнадцяти найкращих спортсменів, нагороджених Президентом Ірану Мохаммадом Хатамі знаком мужності. Також він отримав грошову винагороду близько $60,000. У цей переіод збірна Туреччини пропонувала йому кращі умови, але він відмовився змінити спортивне громадянство.
На Олімпійських іграх в Афінах Хусейн впевнено захистив звання олімпійського чемпіона. Він випередив свого найближчого конкурента Вікторса Щербатихса на 17.5 кг. Також на цих змаганнях він встановив новий рекорд світу в поштовху 263.5 кг. У кінці року Міжнародна федерація важкої атлетики визнала його найкращим важкоатлетом року.
У 2006 році у рідному місті спортсмена був побудований стадіон, який назвали в його честь. Цей стадіон вважається одним із найкращих критих спортивних комплексів країни. Він був одним із шістнадцяти спортсменів, нагороджених Президентом Ірану Мохаммадом Хатамі знаком мужності. За перемогу на чемпіонаті світу у Варшаві та встановлення світового рекорду, Резазаде отримав грошову винагороду близько $60,000 на купівлю житла в столиці країни. Невдовзі після цього йому прийшла щедра пропозиція з боку Туреччини, з метою переконати спортсмена змінити спортивне громадянство, але він відмовився.
На початку 2008 року Резазаде взяв участь у телевізійному рекламному ролику, який рекламував агентство нерухомості в Дабаї. Його участь у цій рекламі здивувала багатьох його співвітчизників. Вони вважали принизливим рекламувати продаж землі у країні-конкурентці для спортсмена та усієї країни. Після цього випадку меджліс Ірану ухвалив рішення заборонити будь-яке стимулювання споживання будь-якого продукту чи послуги з боку відомих суспільству особистостей.
У 2008 році лікар Мохаммед Алі Шахі порадив Хусейну Разазаде не їхати на Олімпійські ігри в Пекін через важкі травми руки та високий кров'яний тиск. Про своє рішення прислухатися до порад лікаря спортсмен повідомив через іранське національне телебачення. Наступного дня вийшов публічний лист, у якому Хусейн офіційно оголосив про завершення спортивної кар'єри, а також висловив впевненість, що наступники повторять його досягнення.
Після завершення спортивної кар'єри був призначеним головним радником Федерації важкої атлетик Ірану. У вересні 2008 року Хусейн отримав посаду головного тренера збірної Ірану, але довго пропрацювати йому не вдалося. У січні 2009 року йому висунули звинувачення у чотирьох позитивних допінг-пробах іранських важкоатлетів. Пізніше, один із спортсменів національної збірної, Саїд Аліхоссейні, звинуватив його у вживанні стероїдів у 2006 році.
У 2013 році був обраний депутатом міської ради Тегерану. Він представляв партію «Фронт стабільності Ісламської революції». У міській раді він пропрацював до 2017 року.

## Результати
| Рік                           | Місце                                   | Вага             | Ривок            | Ривок            | Ривок            | Ривок            | Ривок            | Поштовх          | Поштовх          | Поштовх          | Поштовх          | Поштовх          | Загалом          | Місце            |
| Рік                           | Місце                                   | Вага             | 1                | 2                | 3                | Результат        | Місце            | 1                | 2                | 3                | Результат        | Місце            | Загалом          | Місце            |
| Олімпійські ігри              | Олімпійські ігри                        | Олімпійські ігри | Олімпійські ігри | Олімпійські ігри | Олімпійські ігри | Олімпійські ігри | Олімпійські ігри | Олімпійські ігри | Олімпійські ігри | Олімпійські ігри | Олімпійські ігри | Олімпійські ігри | Олімпійські ігри | Олімпійські ігри |
| ----------------------------- | --------------------------------------- | ---------------- | ---------------- | ---------------- | ---------------- | ---------------- | ---------------- | ---------------- | ---------------- | ---------------- | ---------------- | ---------------- | ---------------- | ---------------- |
| 2000                          | Сідней, Австралія                       | понад 105 кг     | 205.0            | 210.0            | 212.5            | 212.5            | 1                | 250.0            | 255.0            | 260.0            | 260.0            | 2                | 472.5            | 1                |
| 2004                          | Афіни, Греція                           | понад 105 кг     | 200.0            | 207.5            | 210.0            | 210.0            | 1                | 250.0            | 263.5            | 263.5            | 262.5            | 1                | 472.5[a]         | 1                |
| Чемпіонат світу               |                                         |                  |                  |                  |                  |                  |                  |                  |                  |                  |                  |                  |                  |                  |
| 1999                          | Афіни, Греція                           | понад 105 кг     | 200.0            | 200.0            | 206.0            | 205.0            | 2                | 242.5            | 252.5            | 252.5            | 242.5            | 5                | 447.5            | 3                |
| 2002                          | Варшава, Польща                         | понад 105 кг     | 200.0            | 205.0            | 210.0            | 210.0            | 1                | 252.5            | 263.0            | —                | 262.5            | 1                | 472.5            | 1                |
| 2003                          | Ванкувер, Канада                        | понад 105 кг     | 200.0            | 207.5            | 213.5            | 207.5            | 2                | 250.0            | 263.5            | —                | 250.0            | 1                | 457.5            | 1                |
| 2005                          | Доха, Катар                             | понад 105 кг     | 201              | 205              | 210              | 210              | 2                | 251              | 263              | —                | 251              | 1                | 461              | 1                |
| 2006                          | Санто-Домінго, Домініканська Республіка | понад 105 кг     | 196              | 202              | 206              | 202              | 1                | 242              | 246              | —                | 246              | 1                | 448              | 1                |
| Азійські ігри                 |                                         |                  |                  |                  |                  |                  |                  |                  |                  |                  |                  |                  |                  |                  |
| 1998                          | Бангкок, Таїланд                        | понад 105 кг     | 187.5            |                  |                  | 187.5            | 3                | 227.5            |                  |                  | 227.5            | 3                | 415.0            | 3                |
| 2002                          | Пусан, Південна Корея                   | понад 105 кг     | 190.0            | 200.0            | —                | 200.0            | 1                | 240.0            | 263.0            | —                | 240.0            | 1                | 440.0            | 1                |
| 2006                          | Доха, Катар                             | понад 105 кг     | 185              | 190              | 195              | 195              | 1                | 230              | —                | —                | 230              | 1                | 425              | 1                |
| Чемпіонат Азії                |                                         |                  |                  |                  |                  |                  |                  |                  |                  |                  |                  |                  |                  |                  |
| 1999                          | Ухань, Китай                            | понад 105 кг     | 200.0            |                  |                  | 200.0            | 1                | 230.0            |                  |                  | 230.0            | 1                | 430.0            | 1                |
| 2003                          | Ціньхуандао, Китай                      | понад 105 кг     | 200.0            | 213.0            | —                | 212.5            | 1                | 250.0            | —                | —                | 250.0            | 1                | 462.5            | 1                |
| 2005                          | Дубай, Об'єднані Арабські Емірати       | понад 105 кг     | 200              |                  |                  | 200              | 1                | 260              |                  |                  | 260              | 1                | 460              | 1                |
| Чемпіонат світу серед юніорів |                                         |                  |                  |                  |                  |                  |                  |                  |                  |                  |                  |                  |                  |                  |
| 1998                          | Софія, Болгарія                         | понад 105 кг     | 160.0            | 170.0            | 172.5            | 170.0            | 6                | 205.0            | 210.0            | 210.0            | —                | —                | —                | —                |

## Список світових рекордів
| Дисципліна   | Результат (кг) | Змагання         | Місто              | Дата              |              |
| понад 105 кг | понад 105 кг   | понад 105 кг     | понад 105 кг       | понад 105 кг      | понад 105 кг |
| ------------ | -------------- | ---------------- | ------------------ | ----------------- | ------------ |
| Ривок        | 206.0          | Чемпіонат світу  | Афіни, Греція      | 28 листопада 1999 |              |
| Ривок        | 212.5          | Олімпійські ігри | Сідней, Австралія  | 26 вересня 2000   |              |
| Загалом      | 467.5          | Олімпійські ігри | Сідней, Австралія  | 26 вересня 2000   |              |
| Загалом      | 472.5          | Олімпійські ігри | Сідней, Австралія  | 26 вересня 2000   |              |
| Поштовх      | 263.0          | Чемпіонат світу  | Варшава, Польща    | 26 листопада 2002 |              |
| Ривок        | 263.0          | Чемпіонат Азії   | Ціньхуандао, Китай | 14 вересня 2003   |              |
| Поштовх      | 263.5          | Олімпійські ігри | Афіни, Греція      | 25 серпня 2004    |              |